# 月間神社
月間神社（つきまじんじゃ）は、静岡県賀茂郡南伊豆町手石（ていし）にある神社。

## 概要
南伊豆町の南東、青野川西岸である手石地区の中央に鎮座している。
創建は嘉祥年間（848年-851年）とされ、式内社である竹麻神社（たかま(つくまの)じんじゃ）三座中の一座（祭神は三嶋大明神（事代主命））に比定され、『伊豆国神階帳』にも「従四位上 月まの明神」と記されている古社である。
伝承では、承和5年（838年）頃に神津島で大噴火が起きたことを受け、この地に遥拝所を建立することになり、ここには三嶋大明神（事代主命）を祀り、その正后・阿波咩命は吉佐美（現・八幡神社 合祀 三島神社）に、その子・物忌奈命は湊（現・若宮神社）にそれぞれ祀られたとされる。
明治16年（1883年）に郷社に列する。

## 祭神
- 三嶋大明神（事代主命）